# しゃぼん玉劇場
『しゃぼん玉劇場』（しゃぼんだまげきじょう）は、1960年11月7日から1961年5月29日まで、朝日放送の製作により、ラジオ東京テレビ → TBS系列局で放送されていたコメディ番組である。共進社油脂工業（現・牛乳石鹸共進社）の一社提供。全30回。放送時間は毎週月曜 20:00 - 20:30 （日本標準時）。

## 概要
『蝶々のしゃぼん玉人生』が放送100回を機にリニューアルした番組で、引き続きミヤコ蝶々と南都雄二と茶川一郎が出演していた。内容もリニューアル前とほぼ同じだったが、前後編になることもあった。
本番組までは、共進社油脂工業の一社提供番組にはひらがな表記の「しゃぼん玉」が付けられていたが、本番組最終回の翌週にスタートした『シャボン玉ホリデー』（日本テレビ）からはカタカナ表記の「シャボン玉」が使われるようになった。

## 出演者
- ミヤコ蝶々 - 1961年4月からは同局の『スチャラカ社員』にも出演していた。
- 南都雄二
- 横山エンタツ
- 茶川一郎

## スタッフ
- 脚本：香村菊雄、香住春吉